# 弥五郎どん

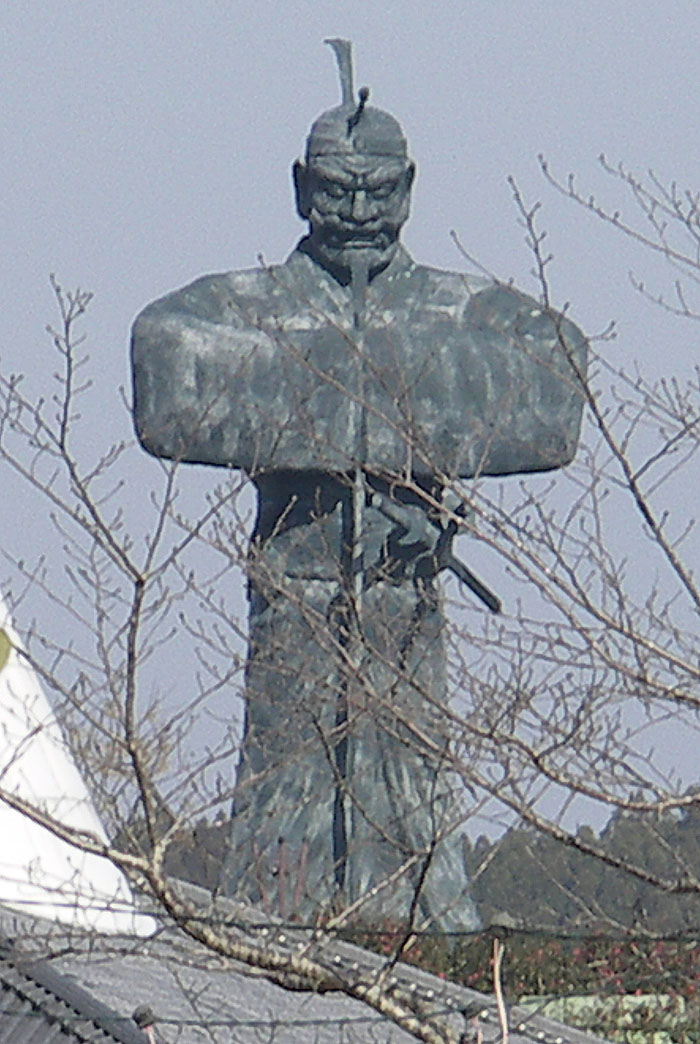
道の駅「弥五郎伝説の里」の弥五郎像（2008年1月4日撮影）

弥五郎どん（やごろうどん）または大人弥五郎（おおひとやごろう）、弥五郎様（やごろうさま）とは、南九州地方、主に宮崎県と鹿児島県に伝わる伝説の巨人（大人伝説）。弥五郎どん祭りは、これを祀ってこの地方で行われる年中行事・神事である。
鹿児島県曽於市の弥五郎どん祭りは、2025年に「岩川の弥五郎人形行事」として国の重要無形民俗文化財に指定された。

## 概要
「大人弥五郎」は ダイダラボッチのような大男で、山に腰かけ海の水で顔を洗う程の巨駆を誇ったという。宮崎県に伝わる伝承では「洪水で川の土手が決壊し村人が困った時、軽々と持ち上げた大岩で塞いでくれた」「川の水を大岩でせき止め、村人に自分の草鞋を100足作るように要求（悪ふざけ）をした」「高い山に登り、雲をかき回して雷が鳴るのを鎮めようとして村人を驚かせた」など、一般の人間達とは、時に助け時に困らせるなどしつつ、概ね友好的な関係を築いていた巨人とされる。
弥五郎のモデルとなった人物や、伝説の起源は明らかではないが、言い伝えでは、弥五郎とは奈良時代の720年（養老4年）に勃発した「隼人の反乱」の際、律令政府に対抗した隼人側の統率者であったとする説が最も広まっている。後にこの戦いで敗北した隼人達の霊を供養する放生会が行われたが、これが現在の「弥五郎どん祭り」の起源となったとされている。
他に、300歳の長寿を生き、大臣として6代の天皇に仕えたとされる伝説上の人物、武内宿禰であるとする説がある。

## 弥五郎どん祭り
「弥五郎どん祭り」、または「弥五郎様祭り」は、宮崎県内の2地域と、鹿児島県内の1地域で毎年11月に開催されており、巨大な弥五郎の像が作られ町内を練り歩く。なお、これら3地域の弥五郎は、兄弟であるとする設定が与えられている。

### 宮崎県
- 山之口弥五郎どん祭り（長男）：都城市山之口町富吉1412所在の円野神社（的野正八幡宮）で行われる。弥五郎どんの像は身長4メートル。赤い顔に黒髭を生やし、白い麻衣を纏っている。腰に2本の刀を差し、頭部からは三股の槍が突きだす。円野神社から600ｍ離れた「池の尾神社」まで、｢浜殿下り（はまくだり）｣とよばれる御神幸行列の先頭に立って練り歩く。1990年（平成2年）3月27日に県指定無形民俗文化財に指定された[5]。

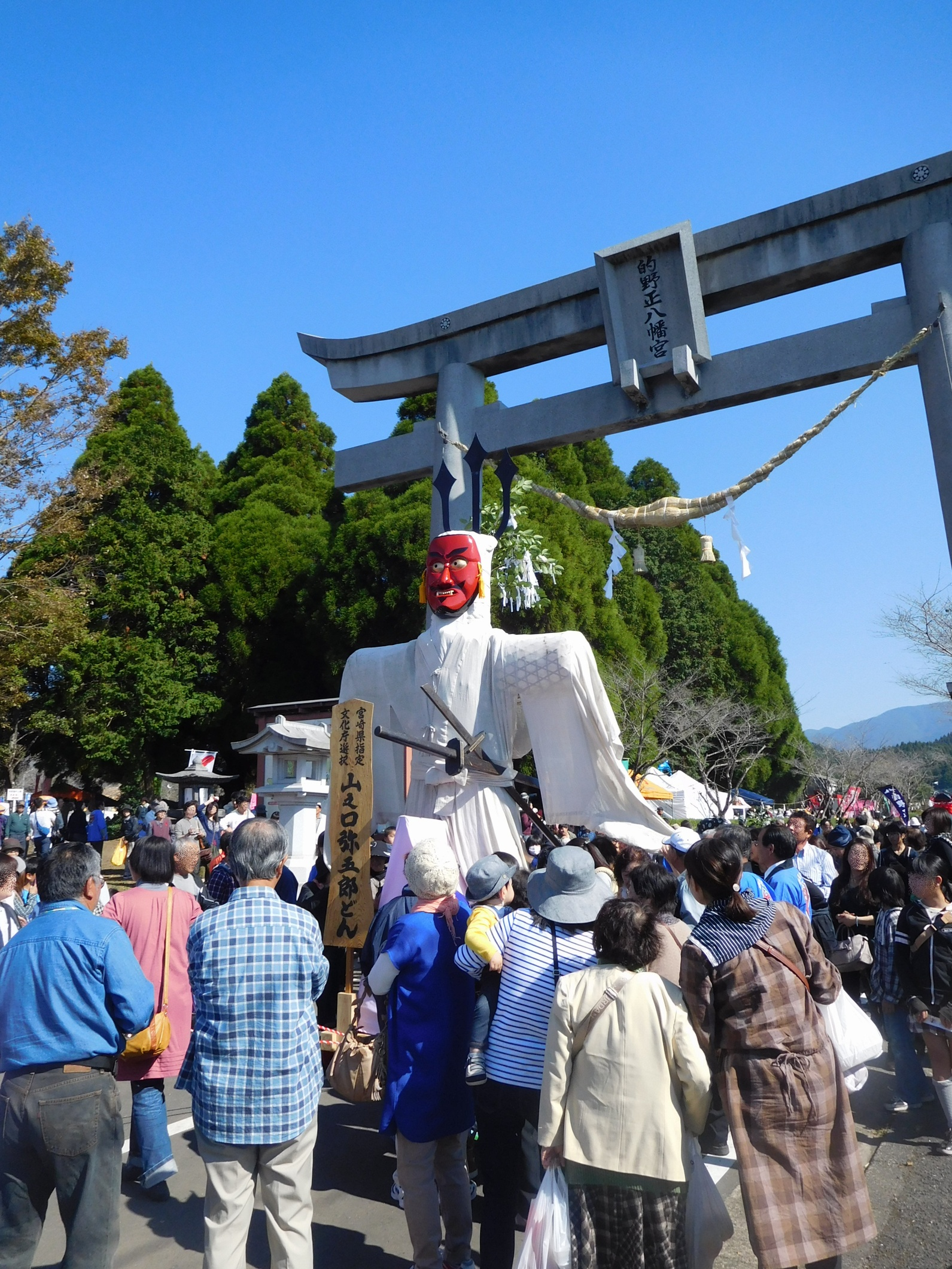
的野正八幡宮の弥五郎どん（2015年11月3日）

- 田ノ上八幡神社の弥五郎人形行事（三男）：日南市飫肥10丁目3−12所在の田ノ上八幡神社で行われる。人形は「弥五郎様」と呼ばれる。弥五郎様の像は身長6メートル、赤い顔に白髭を生やし、烏帽子を被り、紫色の衣を纏い、朱色の袴をはく。腰に2本の刀を差し、右手に槍を持つ。1991年（平成3年）3月15日に県指定無形民俗文化財に指定された。かつては町内を練り歩いたが、現在は神社境内に立てられるのみという[6]。

### 鹿児島県
- 大隅町岩川八幡神社の弥五郎どん祭り（次男）：曽於市大隅町岩川5745所在の岩川八幡神社で行われる[7]。弥五郎どんは身長4メートル85センチ、白い顔に黒髭を生やし、梅染めの茶色い衣を纏い、腰に2本の刀を差し、両手で鉾を持つ。｢浜下り（はまくだり）｣行事の先頭に立って練り歩く。1988年（昭和63年）3月23日に鹿児島県の無形民俗文化財に指定され[8]、2025年（令和7年）3月28日に「岩川の弥五郎人形行事」として国の重要無形民俗文化財に指定された[1]。

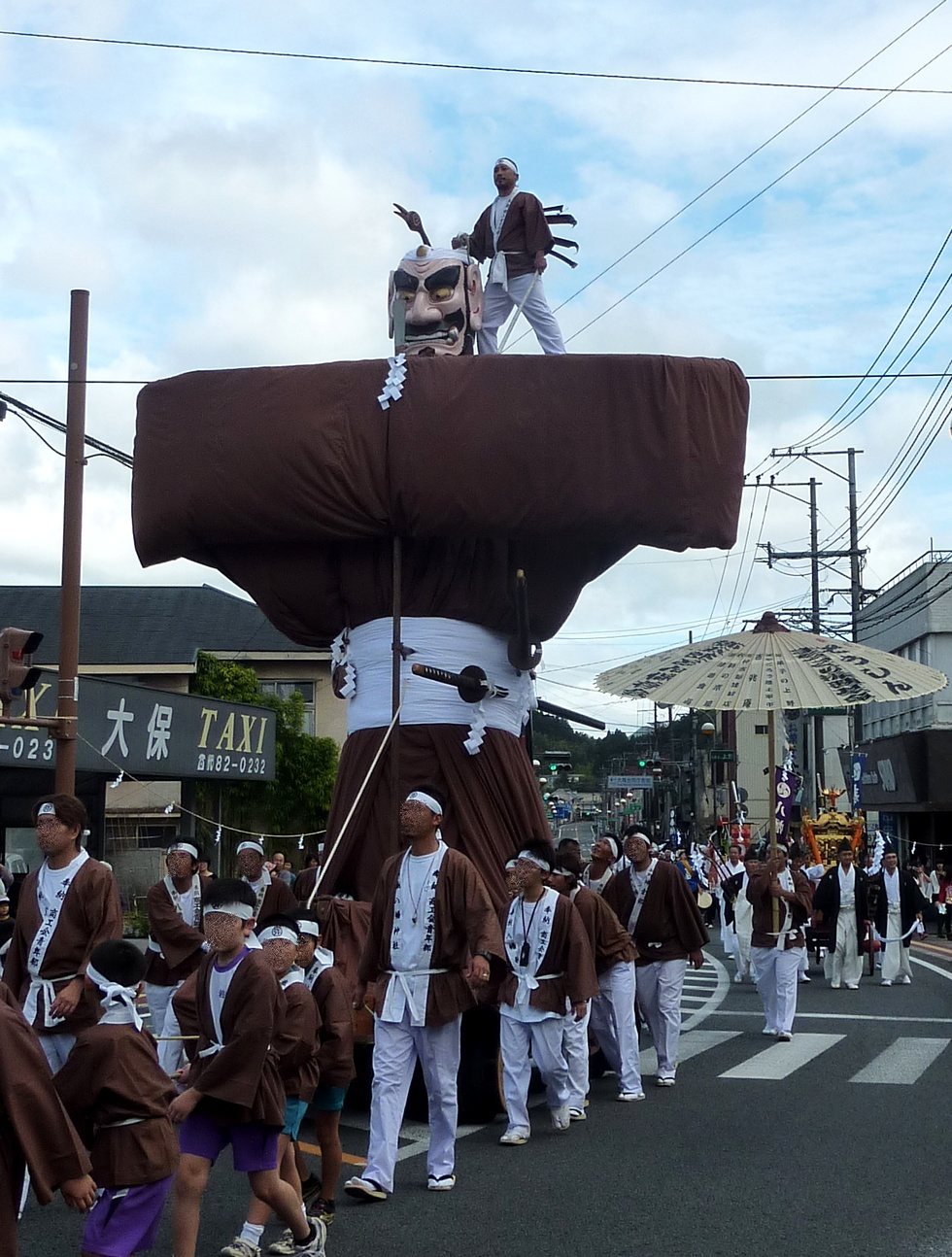
岩川八幡神社の弥五郎どん（2011年11月3日）

## 関連施設
- 弥五郎どんの館（都城市弥五郎どん交流活性化センター）：都城市山之口町富吉1702所在の文化施設。弥五郎どん祭りについての展示・解説がある[9]。
- 道の駅おおすみ弥五郎伝説の里：曽於市大隅町岩川6134-1に所在する道の駅。身長15メートルの弥五郎銅像がある。
- 弥五郎まつり館：道の駅おおすみ弥五郎伝説の里の中にある建物。弥五郎どんの歴史などが分かる。
- 曽於弥五郎インターチェンジ：曽於市大隅町岩川に所在する東九州自動車道のインターチェンジ。